# 필립 파스쿠아
필립 파스쿠아(Philippe Pasqua, 1965년 - )은 프랑스 출신 조각가이자 화가이다. 독학하였으며, 1985년부터 본격적으로 그림을 그리기 시작했다. 루시안 프로이트, 프랜시스 베이컨의 영향을 받았다. 1990년 파리에서 첫 전시회를 연 이후로 뉴욕, 모스크바, 홍콩, 런던, 함부르크 등 전 세계의 갤러리에 그의 작품이 걸려있다.

## 같이 보기
- 데이미언 허스트
- 바니타스화